# Miami Beach Architectural District

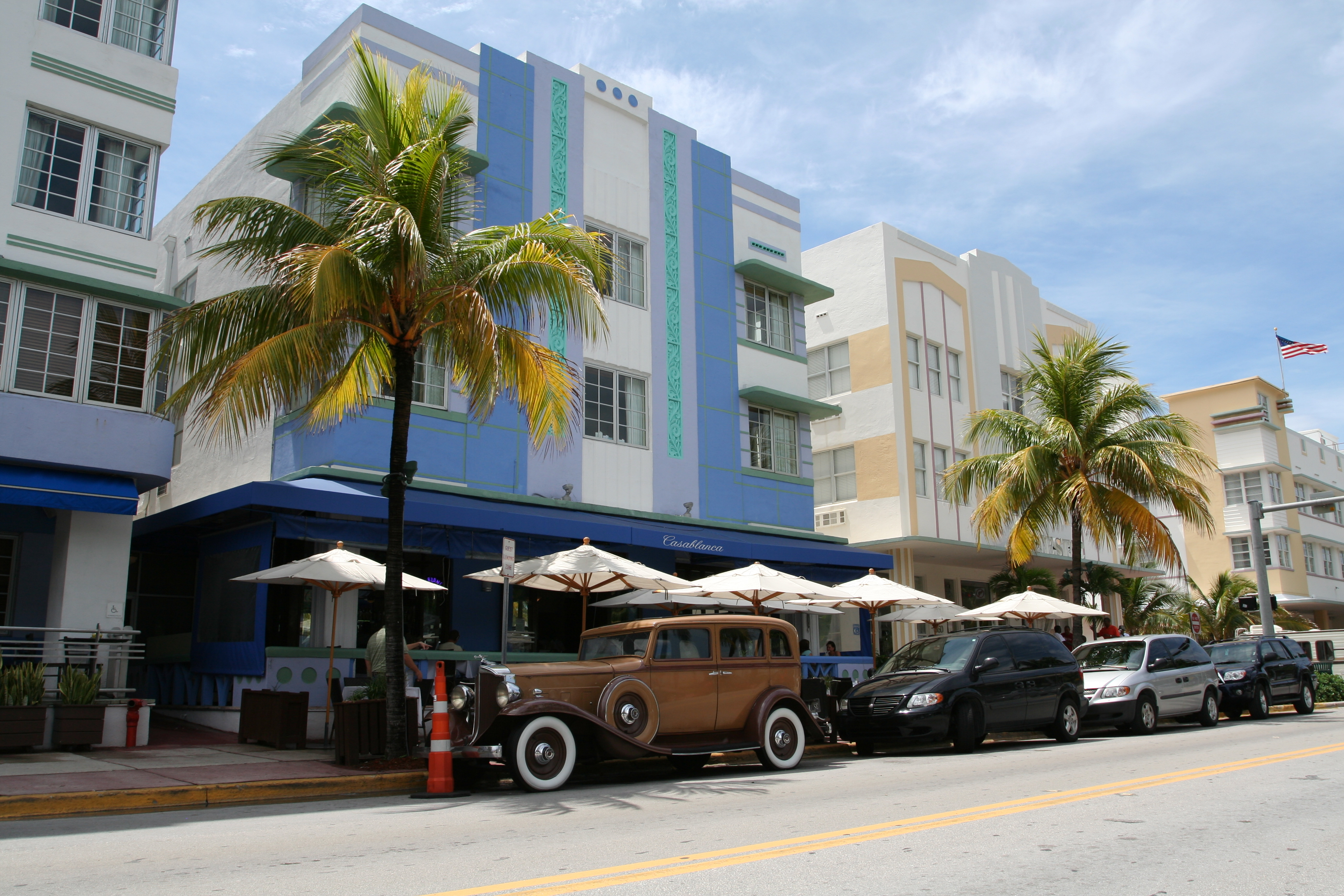
Miami Beach Architectural District

Le Miami Beach Architectural District (également appelé Old Miami Beach Historic District ou encore Miami Beach Art Deco District) est un quartier historique américain (U.S. historic district) situé à Miami Beach en Floride. Il se trouve entre l’océan Atlantique, Miami Beach Boulevard, Alton Road et le canal Collins. Il fut classé sur le Registre national des lieux historiques le 14 mai 1979. Abritant 960 bâtiments historiques, sa superficie est de 2 330 hectares.